# Un homme de passage
Un homme de passage est une autofiction de Serge Doubrovsky, publiée en 2011 chez Grasset,,,,,, et ayant obtenu le grand prix de littérature de la SGDL. Il y évoque notamment sa relation ambiguë avec Cécile Balavoine, alors une de ses élèves, laquelle lui répondra, sur le mode littéraire également, avec son roman Une fille de passage.

## Édition
- Serge Doubrovsky, Un homme de passage, Paris, Grasset, 560 p.  (ISBN 9782246783664).